# Senecio quaylei
Senecio quaylei là một loài thực vật có hoa trong họ Cúc. Loài này được T.M.Barkley mô tả khoa học đầu tiên năm 2000.